# Gold Games
Gold Games ist eine Sammlung von Computerspielen, die von 1996 bis 2006 in neun Auflagen erschienen ist. Veröffentlicht wurde sie zunächst von TopWare Interactive; nachdem diese Firma im Frühjahr 2001 Konkurs anmelden musste, zeigte sich Ubisoft für die Auswahl der Spiele verantwortlich.
Kennzeichnend für alle Auflagen ist die Tatsache, dass dabei recht bekannte Spieltitel unterschiedlicher Genres, die in den Jahren vor Erscheinen der Auflage veröffentlicht wurde, zusammen zu einem vergleichsweise günstigen Preis angeboten werden. Die meisten Teile der Reihe wurden bisher im Oktober oder November veröffentlicht, um rechtzeitig zum einträglichen Weihnachtsgeschäft im Einzelhandel erhältlich zu sein.

## Die Auflagen

### Gold Games (1996)
Die erste Auflage wurde 1996 veröffentlicht und umfasste 43 Spiele aus den Jahren 1990 bis 1996, die auf 15 CDs untergebracht waren. Vorherige Spielesammlungen umfassten weniger Titel und wurde meist zu höheren Preisen veröffentlicht, beispielhaft sei hier die MegaPak-Reihe von Megamedia und Koch Media genannt, die zu Preisen um die 80 DM zehn relativ aktuelle Titel verschiedener Hersteller bot. Angeboten wurde  Gold Games ab Herbst 1996 von TopWare zu einem Preis von 49,95 DM. Die Handbücher aller Titel befanden sich im PDF-Format auf den CDs, ebenso lag eine Ausgabe des Adobe Reader bei. Zusätzlich fand sich ein gedrucktes Booklet mit knappen Anleitungen zur Installation der Spiele in der Packung.
Gold Games enthielt einen hohen Anteil an Spielen aus deutscher oder österreichischer Produktion von Firmen wie neo Software, Attic oder Blue Byte. Es waren mehrere Teile von fortgesetzten Spiele-Reihen enthalten. Abgesehen von Larry VI und dem Flight Sim Toolkit (für Windows 3.x) sowie dem nur ab Windows 95 lauffähigen Virtual Corporation waren alle Spiele ausschließlich für MS-DOS programmiert.
Die Packung der ersten Ausgabe warb mit einer Empfehlung durch die Zeitschrift PC Player, deren damaliger Chefredakteur Boris Schneider urteilte, die Sammlung biete „ein unschlagbares Preis-Leistungs-Verhältnis.“ und sei „eine phantastische Spielsammlung mit einer Reihe von Redaktionshits.“ Tatsächlich begutachtete Roland Austinat in Ausgabe 12/1996 die Sammlung und befand dabei, Gold Games könne „sich für weniger als 1,20 Mark pro Spiel durchaus sehen lassen.“ Zwar seien die Spiele „bis auf wenige Ausnahmen […] schon etwas betagter“, jedoch biete die „abgedeckte Bandbreite der Genres […] wirklich etwas für jeden Geschmack.“ Als Highlights wurden die Spiele der Reihen Alone In The Dark und Das Schwarze Auge sowie Leisure Suit Larry 6: Reiß’ auf oder schieb ab! und Oldtimer herausgehoben; Virtual Corporation wurde dagegen als „echte Gurke“ bezeichnet.
| Spieltitel                                      | Hersteller              | Erscheinungsjahr | Genre                          | CD-Nr. |
| ----------------------------------------------- | ----------------------- | ---------------- | ------------------------------ | ------ |
| 1869 – Hart am Wind                             | neo Software            | 1992             | Wirtschaftssimulation          | 10     |
| Alone in the Dark 2                             | Infogrames              | 1993             | Survival-Horror                | 6      |
| Alone in the Dark 3                             | Infogrames              | 1994             | Survival-Horror                | 7      |
| Anstoss                                         | Ascaron                 | 1994             | Fußball-Manager                | 14     |
| Der Aufstand der Dinge                          | CAPS Software           | 1994             | Jump ’n’ Run                   | 15     |
| Battle Isle                                     | Blue Byte               | 1991             | Rundenstrategiespiel           | 9      |
| Carnage                                         | Zeppelin Platinum Games | 1992             | Rennspiel                      | 13     |
| Championship Manager '93                        | Domark                  | 1993             | Fußball-Manager                | 14     |
| Der Clou!                                       | neo Software            | 1994             | Einbruchssimulation            | 10     |
| Colossos Collection                             | CDS Software            | 1991             | Brett- und Kartenspielsammlung | 10     |
| Command Adventures: Starship                    | Merit Studios           | 1995             | Actionspiel                    | 13     |
| Der Druidenzirkel                               | Sir-Tech                | 1995             | Rollenspiel                    | 5      |
| Dynatech                                        | Magic Bytes             | 1995             | Wirtschaftssimulation          | 10     |
| Eight Ball Deluxe Pinball                       | Amtex                   | 1993             | Flippersimulation              | 15     |
| Eye of the Storm                                | Rebellion Studios       | 1994             | Actionspiel                    | 11     |
| Flight Simulator Toolkit                        | Domark                  | 1993             | Flugsimulator                  | 15     |
| The Humans                                      | GameTek                 | 1992             | Geschicklichkeitsspiel         | 15     |
| The Humans II                                   | GameTek                 | 1994             | Geschicklichkeitsspiel         | 15     |
| Ishar                                           | Silmarils               | 1992             | Rollenspiel                    | 8      |
| Ishar II                                        | Silmarils               | 1993             | Rollenspiel                    | 8      |
| Ishar III                                       | Silmarils               | 1994             | Rollenspiel                    | 8      |
| Leisure Suit Larry 6: Reiß’ auf oder schieb ab! | Sierra On-Line          | 1993             | Adventure                      | 1      |
| The Machines                                    | Zeppelin Platinum Games | 1993             | Actionspiel                    | 13     |
| MiG-29 Fulcrum                                  | Domark                  | 1990             | Flugsimulator                  | 11     |
| Minigolf                                        | Magic Bytes             | 1990             | Minigolf-Spiel                 | 15     |
| Oldtimer                                        | Max Design              | 1994             | Wirtschaftssimulation          | 10     |
| Oxyd Extra                                      | Dongleware              | 1994             | Geschicklichkeitsspiel         | 15     |
| Der Planer                                      | Greenwood Entertainment | 1994             | Wirtschaftssimulation          | 10     |
| Der Planer Extra                                | Greenwood Entertainment | 1994             | Wirtschaftssimulation          | 10     |
| Prototype                                       | neo Software            | 1995             | Shoot ’em up                   | 11     |
| Robinson’s Requiem                              | Silmarils               | 1994             | Rollenspiel                    | 11     |
| Das Schwarze Auge: Die Schicksalsklinge         | Attic                   | 1992             | Rollenspiel                    | 2      |
| Das Schwarze Auge: Sternenschweif               | Attic                   | 1994             | Rollenspiel                    | 3 + 4  |
| Shadowlands                                     | Domark                  | 1992             | Rollenspiel                    | 9      |
| Split Screen Soccer Manager                     | Merit Studios           | 199x             | Fußball-Manager                | 14     |
| Stack Up                                        | Zeppelin Platinum Games | 1991             | Geschicklichkeitsspiel         | 13     |
| Super Space Invaders                            | Taito                   | 1993             | Shoot ’em up                   | 11     |
| Supremacy                                       | Prism Leisure           | 1990             | Weltraumstrategiespiel         | 9      |
| Victory                                         | TopWare Interactive     | 1996             | Echtzeitstrategie              | 9      |
| Virtual Corporation                             | Microforum              | 1996             | Actionspiel                    | 12     |
| Whale’s Voyage                                  | neo Software            | 1993             | Rollenspiel                    | 8      |
| Whale’s Voyage 2                                | neo Software            | 1995             | Rollenspiel                    | 9      |
| Wolfsbane                                       | Merit Studios           | 1995             | Rollenspiel                    | 13     |

### Gold Games 2 (1997)
Nach dem Erfolg des ersten Teils erschien ein Jahr später ein zweiter Teil. Dieser umfasste 24 Spiele auf 22 CDs, die wesentlich aktueller waren als die der ersten Ausgabe. Daher handelte es sich bei vielen Spielen um solche für 32-Bit-Windows, ebenso ist es der letzte Teil der Serie, in dem noch mehrere Spiele auf einzelnen CDs untergebracht waren. Gold Games 2 enthielt mehr Spiele internationaler Hersteller als der Vorgänger.
Auf der Packung wurden folgende Aussagen von Fachzeitschriften wiedergegeben:

„Was TopWare hier an gesammelten Spitzentiteln anbietet, sucht seinesgleichen. Für rund 50 Mark sind Sie auf Monate versorgt.“

„Die zweite Auflage der GOLD GAMES brilliert mit einem unschlagbaren Preis-Leistungs-Verhältnis.“

„Verdammt viel Spaß fürs Geld. Diese geballte Ladung an Spiele-Hits sprengt alles bisherige.“

Tatsächlich testete die PC Player die Sammlung in Ausgabe 12/97. Alex Brante nannte dort die Sammlung „(fast) zu gut, um wahr zu sein. Unter den 24 Spielen befinden sich kaum Gurken, und der Preis von weniger als 50 Mark macht diese Sammlung zu einem absoluten Schnäppchen.“
| Spieltitel                            | Hersteller                    | Erscheinungsjahr | Genre                   | CD-Nr. |
| ------------------------------------- | ----------------------------- | ---------------- | ----------------------- | ------ |
| Action Soccer                         | Ubisoft                       | 1995             | Sportsimulation         | 20     |
| Air Power                             | Rowan                         | 1995             | Flugsimulator           | 15     |
| Apache Longbow                        | Digital Integration           | 1995             | Flugsimulator           | 18     |
| Baphomets Fluch                       | Revolution Software           | 1996             | Adventure               | 6 + 7  |
| Bermuda Syndrome                      | BMG Interactive Entertainment | 1996             | Adventure               | 15     |
| Bleifuss                              | Milestone                     | 1995             | Rennspiel               | 3      |
| Chaos Control                         | Infogrames                    | 1995             | Actionspiel             | 17     |
| Earthsiege 2                          | Dynamix                       | 1996             | Actionspiel             | 2      |
| Das Gewehr                            | Talonsoft                     | 1996             | Rundenstrategiespiel    | 21     |
| Hind                                  | Digital Integration           | 1996             | Flugsimulator           | 5      |
| International Tennis Open             | Infogrames                    | 1993             | Sportsimulation         | 18     |
| King’s Quest VII: Die prinzlose Braut | Sierra On-Line                | 1994             | Adventure               | 10     |
| Timegate: Knight's Chase              | Infogrames                    | 1996             | Rollenspiel             | 17     |
| A4 Networks                           | Artdink/Infogrames            | 1995             | Wirtschaftssimulation   | 22     |
| Orion Burger                          | Sanctuary Woods               | 1996             | Adventure               | 11     |
| Panzer General                        | SSI                           | 1994             | Rundenstrategiespiel    | 5      |
| Das Schwarze Auge: Schatten über Riva | Attic                         | 1996             | Rollenspiel             | 4      |
| Solar Crusade                         | Infogrames                    | 1996             | Actionspiel             | 19     |
| Star General                          | SSI                           | 1996             | Rundenstrategiespiel    | 13     |
| Tilt!                                 | Virgin Interactive            | 1996             | Flippersimulation       | 16     |
| Toonstruck                            | Virgin Interactive            | 1996             | Adventure               | 8 + 9  |
| Virtua Fighter                        | Sega                          | 1996             | Beat ’em up             | 12     |
| War Wind                              | SSI                           | 1996             | Echtzeit-Strategiespiel | 14     |
| Z                                     | Bitmap Brothers               | 1996             | Echtzeit-Strategiespiel | 1      |

### Gold Games 3 (1998)
Der dritte Teil steigerte das Angebot noch einmal und bot weitere zeitnah (fast ausschließlich 1997) veröffentlichte Spiele, und zwar 23 auf 24 CDs. In Konkurrenz trat dieser Teil zur damals gestarteten Serie Play the Games!, die viele Titel von u. a. Electronic Arts enthielt.
| Spieltitel                          | Hersteller          | Erscheinungsjahr | Genre                   | CD-Nr.  |
| ----------------------------------- | ------------------- | ---------------- | ----------------------- | ------- |
| Biing!: Sex, Intrigen und Skalpelle | Magic Bytes         | 1995             | Wirtschaftssimulation   | 3       |
| Bundesliga Manager 97 Gold          | Software 2000       | 1996             | Wirtschaftssimulation   | 11      |
| Demonworld                          | Ikarion             | 1997             | Rundenstrategiespiel    | 19 + 20 |
| Earth 2140                          | TopWare Poland      | 1997             | Echtzeit-Strategiespiel | 11      |
| Flying Corps                        | Rowan               | 1997             | Flugsimulator           | 17      |
| G-Nome                              | 7th Level           | 1997             | Actionspiel             | 2       |
| Have a N.I.C.E. day!                | Magic Bytes         | 1997             | Rennspiel               | 5       |
| Imperialism                         | SSI                 | 1997             | Globalstrategiespiel    | 14      |
| Jack Orlando                        | TopWare Interactive | 1997             | Adventure               | 4       |
| Joint Strike Fighter - JSF          | Innerloop Studios   | 1997             | Flugsimulator           | 8       |
| Links LS 1998                       | Access Software     | 1997             | Golf-Simulation         | 21–24   |
| Pacific Admiral                     | SSI                 | 1997             | Rundenstrategiespiel    | 12      |
| Panzer General IIID                 | SSI                 | 1996             | Rundenstrategiespiel    | 10      |
| Planet of Death                     | Ubisoft             | 1997             | Rennspiel               | 7       |
| Pro Pinball: Timeshock              | empire Interactive  | 1997             | Flippersimulation       | 16      |
| Soldiers at War                     | SSI                 | 1998             | Rundenstrategiespiel    | 15      |
| Street Racer                        | Ubisoft             | 1996             | Rennspiel               | 1       |
| Sub Culture                         | Criterion Games     | 1997             | Actionspiel             | 9       |
| Tomb Raider                         | Core Design         | 1996             | Actionspiel             | 24      |
| Virtua Fighter II                   | Sega                | 1997             | Beat ’em up             | 18      |
| WarBirds                            | Interactive Magic   | 1997             | Flugsimulator           | 14      |
| War Wind II: Die Invasion           | SSI                 | 1997             | Echtzeit-Strategiespiel | 13      |
| World Football                      | Ubisoft             | 1997             | Sportsimulation         | 6       |

### Gold Games 4 (1999)
Nachdem auf dem Markt die Play-the-Games-Reihe die Vormachtstellung der Gold-Games-Serie gebrochen hatte, musste TopWare 1999 auf der vierten Ausgabe hinsichtlich der Quantität der Spiele zurückstecken, wobei nach wie vor mehrere zum damaligen Zeitpunkt recht aktuelle Hits enthalten waren.
Zugleich fanden in der Zeit des Erscheinens derartige Compilations größere Aufmerksamkeit durch die Fachpresse als zuvor. Die PC Games beispielsweise stellte beide Sammlungen in einem Artikel kritisch gegenüber, und die veröffentlichenden Firmen schalteten in Zeitschriften doppelseitige Anzeigen.
| Spieltitel                               | Hersteller             | Erscheinungsjahr | Genre                   | CD-Nr.  |
| ---------------------------------------- | ---------------------- | ---------------- | ----------------------- | ------- |
| 3-D Ultra Pinball: The Lost Continent    | Sierra On-Line         | 1998             | Flippersimulation       | 1       |
| Caesar 2                                 | Impressions            | 1995             | Wirtschaftssimulation   | 2       |
| Conflict: Freespace                      | Interplay              | 1998             | Actionspiel             | 3 + 4   |
| Diablo                                   | Blizzard Entertainment | 1997             | Rollenspiel             | 5       |
| Die By The Sword                         | Interplay              | 1998             | Actionspiel             | 6       |
| Fallout                                  | Interplay              | 1997             | Rollenspiel             | 8       |
| Fallout 2                                | Interplay              | 1998             | Rollenspiel             | 9       |
| Knights and Merchants                    | TopWare Interactive    | 1998             | Wirtschaftssimulation   | 10      |
| Leisure Suit Larry 7: Yacht nach Liebe!  | Sierra On-Line         | 1996             | Adventure               | 11      |
| M.A.X. 2                                 | Interplay              | 1998             | Echtzeit-Strategiespiel | 12      |
| Might and Magic 6: The Mandate of Heaven | New World Computing    | 1998             | Rollenspiel             | 13 + 14 |
| Pandemonium 2                            | Crystal Dynamics       | 1998             | Jump ’n’ Run            | 15      |
| Police Quest: SWAT 2                     | Sierra On-Line         | 1997             | Echtzeit-Strategiespiel | 16      |
| Pro Pilot Europe                         | Dynamix                | 1999             | Flugsimulator           | 17 + 18 |
| Rayman                                   | Ubisoft                | 1996             | Jump ’n’ Run            | 19      |
| Redline Racer                            | Infogrames             | 1998             | Rennspiel               | 20      |
| Robo Rumble                              | TopWare Interactive    | 1998             | Echtzeit-Strategiespiel | 21      |
| S.C.A.R.S.                               | Infogrames             | 1998             | Rennspiel               | 22      |
| DSF Fußballmanager 1998                  | Sierra On-Line         | 1998             | Fußball-Manager         | 7       |
| Uprising 2: Lead and Destroy             | Infogrames             | 1998             | Actionspiel             | 23      |
| V2000                                    | Frontier Developments  | 1998             | Actionspiel             | 24      |

### Gold Games 5 (2001)
Nach dem Konkurs von Topware wurde die Gold-Games-Reihe von Ubisoft weitergeführt. Die erste unter dieser Regie produzierte Ausgabe trug die Nummer fünf und erschien im Oktober 2001. Ubisoft führte mit diesem Teil auch eine einheitliche Preisgestaltung von 29,95 € (UVP) für jeden Teil der Reihe ein.
Erneut stehen recht aktuelle Spiele auf dem Programm, auch wenn die Mehrheit davon aus dem Ubisoft-Fundus stammte. Weitere Beteiligungen fanden vonseiten von Activision, SSI und Blue Byte statt. Insgesamt sank jedoch die Anzahl der Spiele auf 15 ab, von denen jedoch auch einige zu sehr bekannten Serien zählten.
| Spieltitel                        | Hersteller                | Erscheinungsjahr | Genre                   | CD-Nr.  |
| --------------------------------- | ------------------------- | ---------------- | ----------------------- | ------- |
| Battle Isle: Der Andosia-Konflikt | Cauldron/Blue Byte        | 2000             | Rundenstrategiespiel    | 8       |
| Chessmaster 8000                  | Mindscape                 | 2000             | Schach-Simulation       | 10      |
| Close Combat - Invasion: Normandy | Atomic Games/SSI          | 2000             | Echtzeitstrategie       | 17      |
| In Cold Blood                     | Revolution Software       | 2000             | Adventure               | 14–16   |
| Flanker 2.0                       | Eagle Dynamics/SSI        | 2000             | Flugsimulation          | 20      |
| Freedom: First Resistance         | Red Storm Entertainment   | 2000             | Action-Adventure        | 9       |
| Imperialismus II: Die Entdecker   | SSI                       | 1999             | Rundenstrategiespiel    | 13      |
| Prince of Persia 3D               | Ubisoft                   | 1999             | Action-Adventure        | 18 + 19 |
| Pro Rally 2001                    | Ubisoft                   | 2000             | Rennsimulation          | 7       |
| Rainbow Six: Rogue Spear          | Red Storm Entertainment   | 1999             | Taktik-Shooter          | 4       |
| Rayman 2: The Great Escape        | Ubisoft                   | 1999             | Jump ’n’ Run            | 1       |
| Star Trek: Voyager: Elite Force   | Raven Software/Activision | 2000             | Ego-Shooter             | 6       |
| Die Siedler III Gold Edition      | Blue Byte                 | 1998             | Wirtschaftssimulation   | 2 + 3   |
| Tony Hawk’s Pro Skater 2          | Activision                | 2000             | Sportsimulation         | 5       |
| Warlords: Battlecry               | SSI                       | 2000             | Echtzeit-Strategiespiel | 12      |

### Gold Games 6 (2002)
Für die im Oktober 2002 erschienene sechste Auflage konnte Ubisoft mit der Spieleabteilung von Microsoft einen weiteren wichtigen Partner hinzugewinnen. Die Anzahl der Spiele gegenüber dem Vorgänger blieb gleich.
Es finden sich hier die Fortsetzungen zu drei Titeln der vorherigen Auflage, und zwar Die Siedler IV, Warlords: Battlecry II und Rally Championship Xtreme (Fortsetzung zu Pro Rally 2001).
| Spieltitel                                  | Hersteller                   | Erscheinungsjahr | Genre                   |
| ------------------------------------------- | ---------------------------- | ---------------- | ----------------------- |
| Battle Realms                               | Liquid Entertainment/Ubisoft | 2001             | Echtzeit-Strategiespiel |
| Conflict Zone                               | Ubisoft                      | 2001             | Echtzeit-Strategiespiel |
| Evil Twin                                   | Ubisoft                      | 2001             | Action-Adventure        |
| Gold und Ruhm: Der Weg nach El Dorado       | Revolution/Ubisoft           | 2001             | Adventure               |
| Gothic                                      | Piranha Bytes                | 2001             | Rollenspiel             |
| Grandia II                                  | Ubisoft                      | 2001             | Rollenspiel             |
| Motocross Madness 2                         | Microsoft                    | 2000             | Rennspiel               |
| Pool of Radiance: Ruins of Myth Drannor     | Stormfront Studios           | 2001             | Rollenspiel             |
| Rally Championship Xtreme                   | Warthog/Ubisoft              | 2001             | Rennsimulation          |
| Rayman M                                    | Ubisoft                      | 2001             | Jump ’n’ Run            |
| Schiene & Strasse: Der 3D-Transport-Manager | Ubisoft                      | 2002             | Wirtschaftssimulation   |
| Silent Hunter II                            | Ultimation/Ubisoft           | 2001             | Marinesimulation        |
| Starlancer                                  | Digital Anvil/Microsoft      | 2000             | Actionspiel             |
| Die Siedler IV                              | Blue Byte                    | 2000             | Wirtschaftssimulation   |
| Warlords: Battlecry II                      | SSI                          | 2001             | Echtzeit-Strategiespiel |

### Gold Games 7 (2003)
Der siebte Teil erschien im November 2003 und reduzierte die Anzahl auf gerade einmal zehn Titel, womit wieder die Maximalanzahl der Sammlungen erreicht war, gegen die sich die Serie am Anfang mit ihren bis zu 43 Titeln positioniert hatte. Allerdings bot dieser Teil überwiegend sehr bekannte, aktuelle und kommerziell erfolgreiche Titel, neben denen einige zweitklassige Spiele standen.
Erstmals in der Geschichte der Serie war mit Jedi Knight II: Jedi Outcast ein bekanntes Spiel von LucasArts enthalten. Umgekehrt fanden sich keine von Microsoft veröffentlichten Spiele mehr in der Sammlung.
| Spieltitel                             | Hersteller              | Erscheinungsjahr | Genre                 |
| -------------------------------------- | ----------------------- | ---------------- | --------------------- |
| Duke Nukem: Manhattan Project          | 3D Realms               | 2002             | Jump ’n’ Run          |
| Tom Clancy’s Ghost Recon               | Red Storm Entertainment | 2001             | Taktik-Shooter        |
| Il-2 Sturmovik: Forgotten Battles      | 1C:Maddox Games/Ubisoft | 2003             | Flugsimulation        |
| Largo Winch: Empire Under Threat       | Ubisoft                 | 2002             | Adventure             |
| Racing Simulation 3                    | Ubisoft                 | 2002             | Rennsimulation        |
| Star Wars Jedi Knight II: Jedi Outcast | LucasArts               | 2002             | Ego-Shooter           |
| The Elder Scrolls III: Morrowind       | Bethesda Softworks      | 2002             | Rollenspiel           |
| The Partners                           | Ubisoft                 | 2002             | Wirtschaftssimulation |
| Tony Hawk’s Pro Skater 3               | Activision              | 2002             | Sportsimulation       |
| Will Rock                              | Ubisoft                 | 2002             | Ego-Shooter           |

### Gold Games 8 (2005)
Nach der vorherigen Ausgabe wurde der achte Teil erstmals außerhalb des Weihnachtsgeschäfts im Februar 2005 veröffentlicht und umfasste erneut zehn Titel. Als erster Teil der Serie erschien er ausschließlich auf DVD; für alle zehn Spiele waren insgesamt 4 DVDs nötig.
Im Gegensatz zu vorherigen Sammlungen waren diesmal fast ausschließlich Ubisoft-Titel enthalten. Von Seite der Fachzeitschriften her wurde daher das gesamte Angebot mit Top-Titeln wie Tom Clancy’s Splinter Cell und Prince of Persia: The Sands of Time gelobt, aber unterdurchschnittliche Titel wie Biathlon 2004 und das Lizenzspiel zum Film Fluch der Karibik standen als Füllmaterial in der Kritik.
Die PC Games widmete Gold Games 8 in Ausgabe 03/05 einen doppelseitigen Sonderbericht, nannte die Sammlung sogar „die beste Gold Games aller Zeiten“ und errechnete eine Preisersparnis von 130 € gegenüber dem Einzelkauf.
| Spieltitel                               | Hersteller                   | Erscheinungsjahr | Genre                   |
| ---------------------------------------- | ---------------------------- | ---------------- | ----------------------- |
| Beyond Good & Evil                       | Ubisoft                      | 2003             | Action-Adventure        |
| Biathlon 2004                            | Infogrames                   | 2003             | Sportsimulation         |
| Fluch der Karibik                        | Ubisoft                      | 2003             | Action-Adventure        |
| Lock On: Modern Air Combat               | Eagle Dynamics/Ubisoft       | 2003             | Flugsimulator           |
| Lords of EverQuest                       | Rapid Eye Entertainment/Sony | 2003             | Echtzeit-Strategiespiel |
| Prince of Persia: The Sands of Time      | Ubisoft                      | 2003             | Action-Adventure        |
| Tom Clancy’s Rainbow Six 3: Raven Shield | Ubisoft                      | 2003             | Taktik-Shooter          |
| Tom Clancy’s Splinter Cell               | Ubisoft                      | 2003             | Taktik-Shooter          |
| XIII                                     | Ubisoft                      | 2003             | Ego-Shooter             |
| World Racing                             | Synetic                      | 2003             | Rennsimulation          |

### Gold Games 9 (2006)
Der letzte Teil erschien im Oktober 2006 und bot erneut zehn Spiele, die auf fünf DVDs untergebracht sind. Neben Titeln von Ubisoft sind diesmal auch Spiele von CDV enthalten.
| Spieltitel                               | Hersteller      | Erscheinungsjahr | Genre                   |
| ---------------------------------------- | --------------- | ---------------- | ----------------------- |
| Beyond Divinity                          | CDV             | 2004             | Rollenspiel             |
| Codename: Panzers - Phase One            | Stormregion/CDV | 2004             | Echtzeit-Strategiespiel |
| Conflict: Vietnam                        | Ubisoft         | 2004             | Taktik-Shooter          |
| CSI: Dark Motives                        | Ubisoft         | 2005             | Adventure               |
| Prince of Persia: Warrior Within         | Ubisoft         | 2004             | Action-Adventure        |
| Die Siedler – Das Erbe der Könige        | Blue Byte       | 2004             | Echtzeit-Strategiespiel |
| Silent Hunter III                        | Ubisoft         | 2005             | Marinesimulation        |
| Ski Alpin 2005                           | 49 Games/NGB    | 2004             | Sportsimulation         |
| The Bard’s Tale                          | Vivendi         | 2005             | Rollenspiel             |
| Tom Clancy’s Splinter Cell: Chaos Theory | Ubisoft         | 2005             | Taktik-Shooter          |

## Spin-offs
Da sich der Name der Produktserie recht schnell etablieren konnte, veröffentlichte TopWare zwei Ableger, die von der Namensgebung her an die Gold Games anknüpften.

### Silver Games 1 (1998)
Obwohl der Name eine Fortsetzung nahelegte, blieb eine mit Silver Games benannte Spielesammlung ein Einzelfall. Unterschiede zur Gold-Games-Reihe bestanden lediglich in Bezug auf die Quantität der ausgewählten Spiele und den Preis. Silver Games 1 wurde im Herbst 1998 veröffentlicht und bot zehn Spiele verschiedener Genres, die in ihrer Hersteller- und Genre-Zusammenstellung grob mit Gold Games 2 vergleichbar waren. Der Preis betrug mit 29,95 DM weniger als die Hälfte des Preises gleichzeitig veröffentlichter Gold-Games-Teile.
| Spieltitel                        | Hersteller                 | Erscheinungsjahr | Genre                   | CD-Nr. |
| --------------------------------- | -------------------------- | ---------------- | ----------------------- | ------ |
| Battle Arena Toshinden            | Takara                     | 1994             | Beat ’em up             | 8      |
| Bazooka Sue                       | Magic Bytes                | 1997             | Adventure               | 5      |
| Earthworm Jim 2                   | Shiny Entertainment        | 1996             | Jump ’n’ Run            | 1      |
| Enemy Nations                     | HeadGames                  | 1996             | Echtzeit-Strategiespiel | 2      |
| F-16 Fighting Falcon              | Digital Integration        | 1997             | Flugsimulation          | 4      |
| Flight Unlimited                  | Looking Glass Studios      | 1995             | Flugsimulation          | 7      |
| Kick Off 97                       | Maxis                      | 1997             | Sportsimulation         | 6      |
| Der Produzent                     | Silver Style Entertainment | 1996             | Wirtschaftssimulation   | 6      |
| Terra Nova: Strike Force Centauri | Looking Glass Studios      | 1996             | Taktik-Shooter          | 3      |
| Turrican 2                        | Rainbow Arts               | 1995             | Actionspiel             | 5      |

### Gold Strategy Games (2000)
Unter dem bewährten Namen veröffentlichte TopWare im Jahr 2000 eine Sammlung von sechs Strategiespielen, die die Firma in den vergangenen Jahren veröffentlicht hatte. TopWare hatte sich, was das Publishing anging, in den Jahren seines Bestehens vor allem auf solche Spiele konzentriert.
Bemerkenswert ist die Tatsache, dass die Sammlung neben einer CD-Version auch als DVD-Version veröffentlicht wurde, da damals DVD-Laufwerke an Computern eine wesentlich geringere Verbreitung hatten. Kurioserweise waren nicht ausschließlich Strategiespiele enthalten, sondern immerhin zwei Rollenspiele. Robo Rumble war zudem schon Bestandteil von Gold Games 4 gewesen.
| Spieltitel                   | Hersteller                | Erscheinungsjahr | Genre                   |
| ---------------------------- | ------------------------- | ---------------- | ----------------------- |
| Earth 2150                   | Reality Pump              | 1999             | Echtzeit-Strategiespiel |
| Emergency: Fighters for Life | TopWare Interactive       | 1998             | Echtzeit-Strategiespiel |
| Gorky 17                     | Metropolis Software House | 1999             | Rollenspiel             |
| Jagged Alliance 2            | Sir-Tech                  | 1998             | Rundenstrategiespiel    |
| Robo Rumble                  | Metropolis Software House | 1998             | Echtzeit-Strategiespiel |
| Septerra Core                | Valkyrie Studios          | 2000             | Rollenspiel             |